# Blackfoot (Band)
Blackfoot ist eine 1969 gegründete US-amerikanische Rockband, die Ende der 70er im Southern Rock ihre erfolgreichste Phase hatte.

## Geschichte
Sie schufen das Hitalbum Strikes und mehrere erfolgreiche Singleveröffentlichungen wie Train, Train und Highway Song. Letzterer wurde zu einer Southern-Rock-Hymne wie Freebird von Lynyrd Skynyrd. Diese Hits hatten sie in den späten 1970ern und den frühen 1980ern, bevor die Band aus dem Licht der Öffentlichkeit verschwand.
1975 unterzeichneten sie einen Plattenvertrag bei Island Records, wechselten aber bereits ein Jahr später zu Epic Records. 1979 unterzeichneten sie bei Atco und brachten nach einer langen Pause das Album Strikes heraus. Für dasselbe Label entstanden auch die Platten Tomcattin und Marauder. Mitte der 1980er Jahre stieß Ex-Uriah Heep Mastermind und Keyboarder Ken Hensley zur Band. Der Stil der Band entwickelte sich in Richtung Hardrock. An die Erfolge der Siebziger konnte allerdings nicht angeknüpft werden. Ken Hensley wurde ersetzt, aber bevor ein endgültiges neues Line-Up feststand löste sich die Band auf.
Erst 1990 formierte Gründungsmitglied Rickey Medlocke die Band mit neuer Besetzung unter, bevor er Mitte der 1990er Jahre endgültig als festes Mitglied zu Lynyrd Skynyrd wechselte. Rickey Medlocke wurde 2008 in die NAMA Hall of Fame aufgenommen.
2007 erschien auf ATCO-Label die DVD Train, Train mit folgender Besetzung:
- Bobby Barth, Gitarre
- Charlie Hargrett, Gitarre
- Greg T. Walker, Bass
- Michael Sollars, Schlagzeug

Die Band war 2009 und 2011 auf Konzerten in der Blues Garage (Isernhagen) und in der Batschkapp (Frankfurt am Main) zu hören.
Seit 2012 spielt Blackfoot in komplett neuer Besetzung, nachdem die alten Mitglieder nach und nach die Gruppe verlassen haben. Rickey Medlocke fungiert als Produzent, der gelegentlich auf Konzerten mitspielt.

## Diskografie

### Studioalben
| Jahr | Titel           | Höchstplatzierung, Gesamtwochen, AuszeichnungChartplatzierungen (Jahr, Titel, Platzierungen, Wochen, Auszeichnungen, Anmerkungen) | Höchstplatzierung, Gesamtwochen, AuszeichnungChartplatzierungen (Jahr, Titel, Platzierungen, Wochen, Auszeichnungen, Anmerkungen) | Anmerkungen |
| Jahr | Titel           | UK | US | Anmerkungen |
| ---- | --------------- | --- | --- | ----------- |
| 1979 | Strikes         | — | US42 Platin · (41 Wo.)US |             |
| 1980 | Tomcattin       | — | US50 (20 Wo.)US |             |
| 1981 | Marauder        | UK38 (12 Wo.)UK | US48 (12 Wo.)US |             |
| 1983 | Siogo           | UK28 (3 Wo.)UK | US82 (13 Wo.)US |             |
| 1984 | Vertical Smiles | UK82 (1 Wo.)UK | US176 (5 Wo.)US |             |

#### Weitere Studioalben
- 1975: No Reservations
- 1976: Flyin’ High
- 1987: Rick Medlocke and Blackfoot
- 1990: Medicine Man
- 1995: After the Reign
- 2016: Southern Native

### Livealben
| Jahr | Titel               | Höchstplatzierung, Gesamtwochen, AuszeichnungChartplatzierungen (Jahr, Titel, Platzierungen, Wochen, Auszeichnungen, Anmerkungen) | Höchstplatzierung, Gesamtwochen, AuszeichnungChartplatzierungen (Jahr, Titel, Platzierungen, Wochen, Auszeichnungen, Anmerkungen) | Anmerkungen |
| Jahr | Titel               | UK | US | Anmerkungen |
| ---- | ------------------- | --- | --- | ----------- |
| 1982 | Highway Song "Live" | UK14 (6 Wo.)UK | — |             |

#### Weitere Livealben
- 1983: Live
- 1998: Live on the King Biscuit Flower Hour
- 2003: Greatest Hits Live
- 2004: On the Run – Live
- 2007: Train Train: Southern Rock’s Best – Live
- 2011: Fly Away – Live

### Kompilationen
- 1994: Rattlesnake Rock N’ Roll: The Best of Blackfoot
- 2002: Greatest Hits

### Singles
| Jahr | Titel Album                                | Höchstplatzierung, Gesamtwochen, AuszeichnungChartplatzierungen (Jahr, Titel, Album, Platzierungen, Wochen, Auszeichnungen, Anmerkungen) | Höchstplatzierung, Gesamtwochen, AuszeichnungChartplatzierungen (Jahr, Titel, Album, Platzierungen, Wochen, Auszeichnungen, Anmerkungen) | Anmerkungen                   |
| Jahr | Titel Album                                | UK | US | Anmerkungen                   |
| ---- | ------------------------------------------ | --- | --- | ----------------------------- |
| 1979 | Highway Song Strikes                       | — | US26 (14 Wo.)US |                               |
| 1979 | Train, Train Strikes                       | — | US38 (14 Wo.)US |                               |
| 1980 | Dry Country (Four From Blackfoot) Marauder | UK43 (4 Wo.)UK | — | Charteinstieg in UK erst 1982 |
| 1981 | Fly Away Marauder                          | — | US42 (12 Wo.)US |                               |
| 1983 | Send Me An Angel Siogo                     | UK66 (3 Wo.)UK | — |                               |

#### Weitere Singles
- 1975: Railroad Man
- 1980: Spendin’ Cabbage
- 1980: On the Run
- 1981: Searchin’
- 1983: Teenage Idol
- 1984: Morning Dew
- 1990: Guitar Slingers Song and Dance

### Videoalben
- 2007: Train, Train Live
- 2008: Blackfoot: Live in Kentucky